# 5459 Saraburger
5459 Saraburger este un asteroid din centura principală de asteroizi.

## Descriere
5459 Saraburger este un asteroid din centura principală de asteroizi. A fost descoperit pe 26 august 1981 la Observatorul La Silla de Henri Debehogne. El prezintă o orbită caracterizată de o semiaxă mare de 2,88 ua, o excentricitate de 0,05 și o înclinație de 3,1° în raport cu ecliptica.